# Lazos de sangre (programa de televisió)
Lazos de sangre és un programa de televisió produït per Tesseo i emès per La 1 de Televisió Espanyola. El format es va estrenar el 5 de juliol de 2018.

## Format
L'espai mostra com són o han estat tant la vida com les relacions entre els components de les sagues familiars més conegudes del país, tot això a través de reportatges documentals i entrevistes a membres d'aquestes famílies, revelant detalls que poden ser desconeguts per a l'espectador.
Per part seva, després de l'emissió de cada programa, es realitza un debat sobre la saga familiar setmanal. D'ell es va encarregar l'equip d' Amigas y conocidas, capitanejat per Inés Ballester durant la primera temporada. De cara a la segona temporada, Boris Izaguirre i el format Lazos de sangre. El debate van prendre el relleu al programa posterior conduït anteriorment per Ballester.

## Equip

### Presentador
| Presentador     | Temporada | Temporada | Temporada | Temporada | Temporada |
| Presentador     | 1         | 2         | 3         | 4         |           |
| Presentador     | 2018      | 2019      | 2020      | 2021      |           |
| --------------- | --------- | --------- | --------- | --------- | --------- |
| Inés Ballester  |           |           |           |           |           |
| Boris Izaguirre |           |           |           |           |           |

### Col·laboradors
| Colaborador                    | Temporada | Temporada | Temporada | Temporada | Temporada |
| Colaborador                    | 1         | 2         | 3         | 4         |           |
| Colaborador                    | 2018      | 2019      | 2020      | 2021      |           |
| ------------------------------ | --------- | --------- | --------- | --------- | --------- |
| Cristina Almeida               |           |           |           |           |           |
| Berta Collado                  |           |           |           |           |           |
| Sonia Ferrer                   |           |           |           |           |           |
| Francine Gálvez                |           |           |           |           |           |
| Isabel San Sebastián           |           |           |           |           |           |
| Luis Merlo                     |           |           |           |           |           |
| Isa Pantoja                    |           |           |           |           |           |
| Ana Obregón                    |           |           |           |           |           |
| Toñi Salazar i Encarna Salazar |           |           |           |           |           |
| Las Virtudes                   |           |           |           |           |           |
| Alaska                         |           |           |           |           |           |
| Carlos Latre                   |           |           |           |           |           |
| Agustín Bravo                  |           |           |           |           |           |
| Rocío Carrasco                 |           |           |           |           |           |
| Agatha Ruiz de la Prada        |           |           |           |           |           |
| Bibiana Fernández              |           |           |           |           |           |
| Jaime Peñafiel                 |           |           |           |           |           |
| Rosa Villacastín               |           |           |           |           |           |
| Fran Rivera                    |           |           |           |           |           |
| Belinda Washington             |           |           |           |           |           |

## Episodis i audiències
| Temporada | Temporada | Episodis | Estrena              | Final                  | Audiència mitjana | Audiència mitjana | Audiència mitjana |
| Temporada | Temporada | Episodis | Estrena              | Final                  | Espectadors       | Quota             |                   |
| --------- | --------- | -------- | -------------------- | ---------------------- | ----------------- | ----------------- | ----------------- |
|           | 1         | 8        | 5 de juliol de 2018  | 23 d'agost de 2018     | 1 663 000         | 13,1%             |                   |
|           | 2         | 8        | 3 de juliol de 2019  | 28 d'agost de 2019     | 1 326 000         | 10,6%             |                   |
|           | 3         | 15       | 17 de juny de 2020   | 30 de setembre de 2020 | 1 287 000         | 9,9%              |                   |
|           | 4         | 17       | 20 de juliol de 2021 |                        | 1 201 000*        | 9,5%*             |                   |
| Total     | Total     | 48       | 2018                 | -                      | -                 | -                 |                   |

### Primera temporada (2018)
| N.º (programa) | N.º (temporada) | Família protagonista        | Data d'emissió       | Audiència         |
| -------------- | --------------- | --------------------------- | -------------------- | ----------------- |
| 1              | 1               | «La saga de los Alba»       | 5 de juliol de 2018  | 1 739 000 (12,0%) |
| 2              | 2               | «La saga de los Flores»     | 12 de juliol de 2018 | 1 541 000 (11,6%) |
| 3              | 3               | «La saga Rivera-Ordóñez»    | 19 de juliol de 2018 | 1 741 000 (13,3%) |
| 4              | 4               | «La saga Iglesias-Preysler» | 26 de juliol de 2018 | 1 707 000 (13,6%) |
| 5              | 5               | «La saga Dúrcal-Morales»    | 2 d'agost de 2018    | 1 646 000 (13,3%) |
| 6              | 6               | «La saga de Chipiona»       | 9 d'agost de 2018    | 1 780 000 (14,4%) |
| 7              | 7               | «La saga Sánchez-Vicario»   | 16 d'agost de 2018   | 1 442 000 (12,1%) |
| 8              | 8               | «La saga Dominguín-Bosé»    | 23 d'agost de 2018   | 1 713 000 (14,1%) |

#### Especial "Lazos de sangre": los mejores momentos
Programa especial de Lazos de sangre per a acomiadar la primera temporada que repassa els millors moments dels documentals dedicats a vuit famoses sagues familiars espanyoles.
| 1 | 30 d'agost de 2018 | 1 504 000 (11,6%) |

#### Amigas y conocidas: Lazos de sangre
Espai conduït per Inés Ballester en el late-night, acompanyant a cada emissió de Lazos de sangre, amb una taula de debat a càrrec de les col·laboradores habituals d'Amigas y conocidas (Cristina Almeida, Isabel San Sebastián, Luz Sánchez Mellado, Berta Collado, Francine Gálvez, o Sonia Ferrer, entre altres) en la qual s'abordarà un col·loqui que repassarà la trajectòria de les diferents famílies del panorama social espanyol que es van tocant en el programa i les declaracions dels seus protagonistes.
| Programes emesos | Programes emesos     | Programes emesos          | Programes emesos  | Programes emesos |
| Núm.             | Data d'emissió       | Família protagonista      | Audiència         |                  |
| ---------------- | -------------------- | ------------------------- | ----------------- | ---------------- |
| 1                | 5 de juliol de 2018  | La saga de los Alba       | 915 000 (10,8%)   |                  |
| 2                | 12 de juliol de 2018 | La saga de los Flores     | 1 029 000 (12,8%) |                  |
| 3                | 19 de juliol de 2018 | La saga Rivera-Ordóñez    | 1 075 000 (13,1%) |                  |
| 4                | 26 de juliol de 2018 | La saga Iglesias-Preysler | 1 037 000 (14,0%) |                  |
| 5                | 2 d'agost de 2018    | La saga Dúrcal-Morales    | 1 024 000 (13,5%) |                  |
| 6                | 9 d'agost de 2018    | La saga de Chipiona       | 1 205 000 (16,1%) |                  |
| 7                | 16 d'agost de 2018   | La saga Sánchez-Vicario   | 896 000 (12,2%)   |                  |
| 8                | 23 d'agost de 2018   | La saga Dominguín-Bosé    | 1 111 000 (14,2%) |                  |
| 9                | 30 d'agost de 2018   | Los mejores momentos      | 985 000 (12,4%)   |                  |

### Segona temporada (2019)
| N.º (programa) | N.º (temporada) | Família protagonista        | Data d’emissió       | Audiència         |
| -------------- | --------------- | --------------------------- | -------------------- | ----------------- |
| 9              | 1               | «La saga Thyssen»           | 3 de juliol de 2019  | 1 055 000 (7,6%)  |
| 10             | 2               | «La saga Martínez de Irujo» | 10 de juliol de 2019 | 1 197 000 (8,9%)  |
| 11             | 3               | «La saga Obregón»           | 17 de juliol de 2019 | 1 106 000 (8,8%)  |
| 12             | 4               | «La saga Pantoja»           | 24 de juliol de 2019 | 1 312 000 (11,1%) |
| 13             | 5               | «La saga Salazar»           | 31 de juliol de 2019 | 1 306 000 (10,6%) |
| 14             | 6               | «La saga de los Preysler»   | 7 d'agost de 2019    | 1 372 000 (11,3%) |
| 15             | 7               | «La saga Larrañaga-Merlo»   | 21 d'agost de 2019   | 1 418 000 (11,9%) |
| 16             | 8               | «La saga de Pepa Flores»    | 28 d'agost de 2019   | 1 833 000 (15,1%) |

#### Especial "Lazos de sangre": los mejores momentos
De la mateixa manera que en la primera temporada, el format va acomiadar la segona amb un repàs dels millors moments d'aquesta.
| 2 | 4 de setembre de 2019 | 1 271 000 (9,7%) |

#### Lazos de sangre. El debate
Sota un nou format Boris Izaguirre es posarà al capdavant dels debats de la segona temporada, que cada setmana s'oferiran després del programa, un col·loqui en el qual s'analitzaran els aspectes més destacats de cada lliurament i comentaran les declaracions dels seus protagonistes.
| Programes emesos | Programes emesos     | Programes emesos          | Programes emesos | Programes emesos |
| Núm.             | Data d'emissió       | Família protagonista      | Audiència        |                  |
| ---------------- | -------------------- | ------------------------- | ---------------- | ---------------- |
| 1                | 3 de juliol de 2019  | La saga Thyssen           | 759 000 (9,2%)   |                  |
| 2                | 10 de juliol de 2019 | La saga Martínez de Irujo | 934 000 (10,3%)  |                  |
| 3                | 17 de juliol de 2019 | La saga Obregón           | 680 000 (9,9%)   |                  |
| 4                | 24 de juliol de 2019 | La saga Pantoja           | 899 000 (12,9%)  |                  |
| 5                | 31 de juliol de 2019 | La saga Salazar           | 813 000 (11,0%)  |                  |
| 6                | 7 d'agost de 2019    | La saga de los Preysler   | 742 000 (10,1%)  |                  |
| 7                | 21 d'agost de 2019   | La saga Larrañaga-Merlo   | 748 000 (10,4%)  |                  |
| 8                | 28 d'agost de 2019   | La saga de Pepa Flores    | 957 000 (13,3%)  |                  |

### Tercera temporada (2020)
| N.º (programa) | N.º (temporada) | Familia/Famós protagonista | Data d’emissió         | Audiència         |
| -------------- | --------------- | -------------------------- | ---------------------- | ----------------- |
| 17             | 1               | «Carmen Sevilla»           | 17 de juny de 2020     | 1 745 000 (11,1%) |
| 18             | 2               | «Al Bano i Romina»         | 24 de juny de 2020     | 1 224 000 (8,4%)  |
| 19             | 3               | «Martes y Trece»           | 1 de juliol de 2020    | 1 438 000 (10,9%) |
| 20             | 4               | «Los Valenzuela-Dibildos»  | 8 de juliol de 2020    | 1 251 000 (9,4%)  |
| 21             | 5               | «Los Nieto»                | 15 de juliol de 2020   | 991 000 (7,9%)    |
| 22             | 6               | «José Bono»                | 22 de juliol de 2020   | 1 229 000 (9,9%)  |
| 23             | 7               | «Antonia Dell'Atte»        | 29 de juliol de 2020   | 1 027 000 (8,6%)  |
| 24             | 8               | «Sara Montiel»             | 5 d'agost de 2020      | 1 180 000 (10,4%) |
| 25             | 9               | «Manolo Escobar»           | 12 d'agost de 2020     | 1 608 000 (13,5%) |
| 26             | 10              | «Los Windsor»              | 19 d'agost de 2020     | 1 131 000 (9,7%)  |
| 27             | 11              | «Los Rabal-Balaguer»       | 26 d'agost de 2020     | 1 149 000 (9,9%)  |
| 28             | 12              | «Las Piquer»               | 2 de setembre de 2020  | 1 341 000 (10,3%) |
| 29             | 13              | «Paco de Lucía»            | 9 de setembre de 2020  | 1 367 000 (10,1%) |
| 30             | 14              | «Ágatha Ruiz de la Prada»  | 16 de setembre de 2020 | 1 112 000 (8,4%)  |
| 31             | 15              | «Camilo Sesto»             | 23 de setembre de 2020 | 1 506 000 (10,5%) |

#### Lazos de sangre. El debate
Boris Izaguirre continua al capdavant dels debats en la tercera temporada, sumant nous tertulians com Rocío Carrasco, Jaime Peñafiel, Rosa Villacastín, Alaska, Agustín Bravo, Carlos Latre o Las Virtudes.
| Programes emesos | Programes emesos | Programes emesos        | Programes emesos  | Programes emesos |
| Núm.             | Data d'emissió   | Família protagonista    | Audiència         |                  |
| ---------------- | ---------------- | ----------------------- | ----------------- | ---------------- |
| 1                | 17/06/2020       | Carmen Sevilla          | 1 218 000 (12,7%) |                  |
| 2                | 24/06/2020       | Al Bano i Romina        | 794 000 (9,2%)    |                  |
| 3                | 01/07/2020       | Martes y Trece          | 805 000 (10,0%)   |                  |
| 4                | 08/07/2020       | Los Valenzuela-Dibildos | 679 000 (8,1%)    |                  |
| 5                | 16/07/2020       | Los Nieto               | 520 000 (7,3%)    |                  |
| 6                | 23/07/2020       | José Bono               | 703 000 (9,0%)    |                  |
| 7                | 29/07/2020       | Antonia Dell'Atte       | 742 000 (9,5%)    |                  |
| 8                | 05/08/2020       | Sara Montiel            | 751 000 (10,3%)   |                  |
| 9                | 12/08/2020       | Manolo Escobar          | 942 000 (11,9%)   |                  |
| 10               | 19/08/2020       | Los Windsor             | 725 000 (9,1%)    |                  |
| 11               | 26/08/2020       | Los Rabal-Balaguer      | 635 000 (8,5%)    |                  |
| 12               | 02/09/2020       | Las Piquer              | 763 000 (10,4%)   |                  |
| 13               | 09/09/2020       | Paco de Lucía           | 739 000 (8,6%)    |                  |
| 14               | 16/09/2020       | Ágatha Ruiz de la Prada | 540 000 (7,0%)    |                  |
| 15               | 23/09/2020       | Camilo Sesto            | 818 000 (9,5%)    |                  |

### Quarta temporada (2021)
| N.º (programa) | N.º (temporada) | Família/Famóa protagonista  | Data d’emisaió         | Audiència         |
| -------------- | --------------- | --------------------------- | ---------------------- | ----------------- |
| 32             | 1               | «María Jiménez»             | 20 de juliol de 2021   | 1 190 000 (9,5%)  |
| 33             | 2               | «María Teresa Campos»       | 27 de juliol de 2021   | 839 000 (6,8%)    |
| 34             | 3               | «El Fary»                   | 3 d'agost de 2021      | 1 082 000 (9,4%)  |
| 35             | 4               | «La jet set marbellí»       | 10 d'agost de 2021     | 1 072 000 (9,8%)  |
| 36             | 5               | «Concha Velasco»            | 22 de setembre de 2021 | 1 477 000 (11,7%) |
| 37             | 6               | «El Dúo Dinámico»           | 29 de setembre de 2021 | 1 300 000 (10,2%) |
| 38             | 7               | «Gila»                      | 6 d'octubre de 2021    | 1 719 000 (13,1%) |
| 39             | 8               | «Manuel Díaz 'El Cordobés'» | 13 d'octubre de 2021   | 1 399 000 (10,9%) |
| 40             | 9               | «Chicho Ibáñez Serrador»    | 27 d'octubre de 2021   | 1 090 000 (8,3%)  |
| 41             | 10              | «Los Carmona»               | 3 de novembre de 2021  | 990 000 (7,5%)    |
| 42             | 11              | «Lola Herrera»              | 10 de novembre de 2021 | 1 148 000 (8,7%)  |
| 43             | 12              | «Los del Río»               | 17 de novembre de 2021 | 1 102 000 (8,5%)  |
| 44             | 13              | «Marqués de Griñón»         | Sense anunciar         | Sense anunciar    |
| 45             | 14              | «Lina Morgan»               | Sense anunciar         | Sense anunciar    |
| 46             | 15              | «Los Grimaldi»              | Sense anunciar         | Sense anunciar    |
| 47             | 16              | «Parchís»                   | Sense anunciar         | Sense anunciar    |
| 48             | 17              | «Alaska»                    | Sense anunciar         | Sense anunciar    |

#### Lazos de sangre. El debate
Boris Izaguirre continua al capdavant dels debats en la quarta temporada, amb nous tertulians en el plató com Fran Rivera o Belinda Washington. I cares que ja havien passat anteriorment pel debat: Paloma García-Pelayo, Carmen Lomana, Bibiana Fernández, Carlos Ferrando o Rosa Villacastín.
| Programes emesos | Programes emesos | Programes emesos          | Programes emesos | Programes emesos |
| Núm.             | Data d'emissió   | Família protagonista      | Audiència        |                  |
| ---------------- | ---------------- | ------------------------- | ---------------- | ---------------- |
| 1                | 20/07/2021       | María Jiménez             | 798 000 (10,5%)  |                  |
| 2                | 27/07/2021       | María Teresa Campos       | 513 000 (6,7%)   |                  |
| 3                | 3/07/2021        | El Fary                   | 549 000 (7,9%)   |                  |
| 4                | 10/08/2021       | La jet set marbellí       | 628 000 (9,9%)   |                  |
| 5                | 22/09/2021       | Concha Velasco            | 794 000 (11,3%)  |                  |
| 6                | 29/09/2021       | El Dúo Dinámico           | 803 000 (10,8%)  |                  |
| 7                | 06/10/2021       | Gila                      | 753 000 (10,6%)  |                  |
| 8                | 13/10/2021       | Manuel Díaz 'El Cordobés' | 787 000 (11,1%)  |                  |
| 9                | 27/10/2021       | Chicho Ibáñez Serrador    | 666 000 (9,4%)   |                  |
| 10               | 03/11/2021       | Los Carmona               | 607 000 (8,6%)   |                  |
| 11               | 10/11/2021       | Lola Herrera              | 616 000 (8,6%)   |                  |
| 12               | 17/11/2021       | Los del Río               | 560 000 (7,9%)   |                  |
| 13               |                  | Marqués de Griñón         |                  |                  |
| 14               |                  | Lina Morgan               |                  |                  |
| 15               |                  | Los Grimaldi              |                  |                  |
| 16               |                  | Alaska                    |                  |                  |
| 17               |                  | Parchís                   |                  |                  |